# Aigle Nkongsamba
L'Aigle Nkongsamba est un club de football camerounais basé à Nkongsamba. Il dispute ses matchs à domicile au stade municipal de Nkongsamba. Initialement appelé Aigle Royal du Moungo il est devenu Aigle Royal de Nkongsamba

## Histoire
L'équipe a été cofondée par plusieurs dirigeants en 1933, dont Louis Kemayou Happi, Conseiller Municipal de Nkongsamba, premier Président de l’Assemblée du Cameroun.
Le club est champion du Cameroun dans les années 1970, le club a longtemps été en tête de la D1. il fait partie des "clubs de légende"
À la peine depuis la fin des années 1990, le club longtemps premier de sa poule, a cherché de nouvelles impulsions, en 2012 avec Joseph FOFIE, ancien entraineur National des jeunes 
auprès d'un nouvel investisseur, l'homme d’affaires Nseke Adolphe, PDG de Nkongsamba Express.
Le club champion du Cameroun Elite 2 lors de la saison 2023-2024, est de retour en Elite 1 pour la saison 2024-2025 après 26 ans dans les divisions inférieures.

## Palmarès
- Championnat du Cameroun : 
  - Champion : 1971, 1994

- Coupe du Cameroun :
  - Finaliste : 1970, 1975

## Grands joueurs
- Jean-Marie Tsébo [8]
- Michel Kaham
- Augustine Simo, milieu offensif titulaire de l'A.S.Saint-Etienne (1997-1998) [9]